# Roy Orbison Sings
Roy Orbison Sings è un album in studio del cantautore e chitarrista statunitense Roy Orbison, pubblicato nel 1972.

## Tracce
Side 1
1. God Love You
2. Beaujolais
3. If Only for a While
4. Rings of Gold
5. Help Me
6. Plain Jane Country (Come to Town)

Side 2
1. Harlem Woman
2. Cheyenne
3. Changes
4. It Takes All Kinds of People
5. Remember the Good